# Stelis cleistogama
Stelis cleistogama är en orkidéart som beskrevs av Rudolf Schlechter. Stelis cleistogama ingår i släktet Stelis och familjen orkidéer. Inga underarter finns listade i Catalogue of Life.